# Albuminfotografi

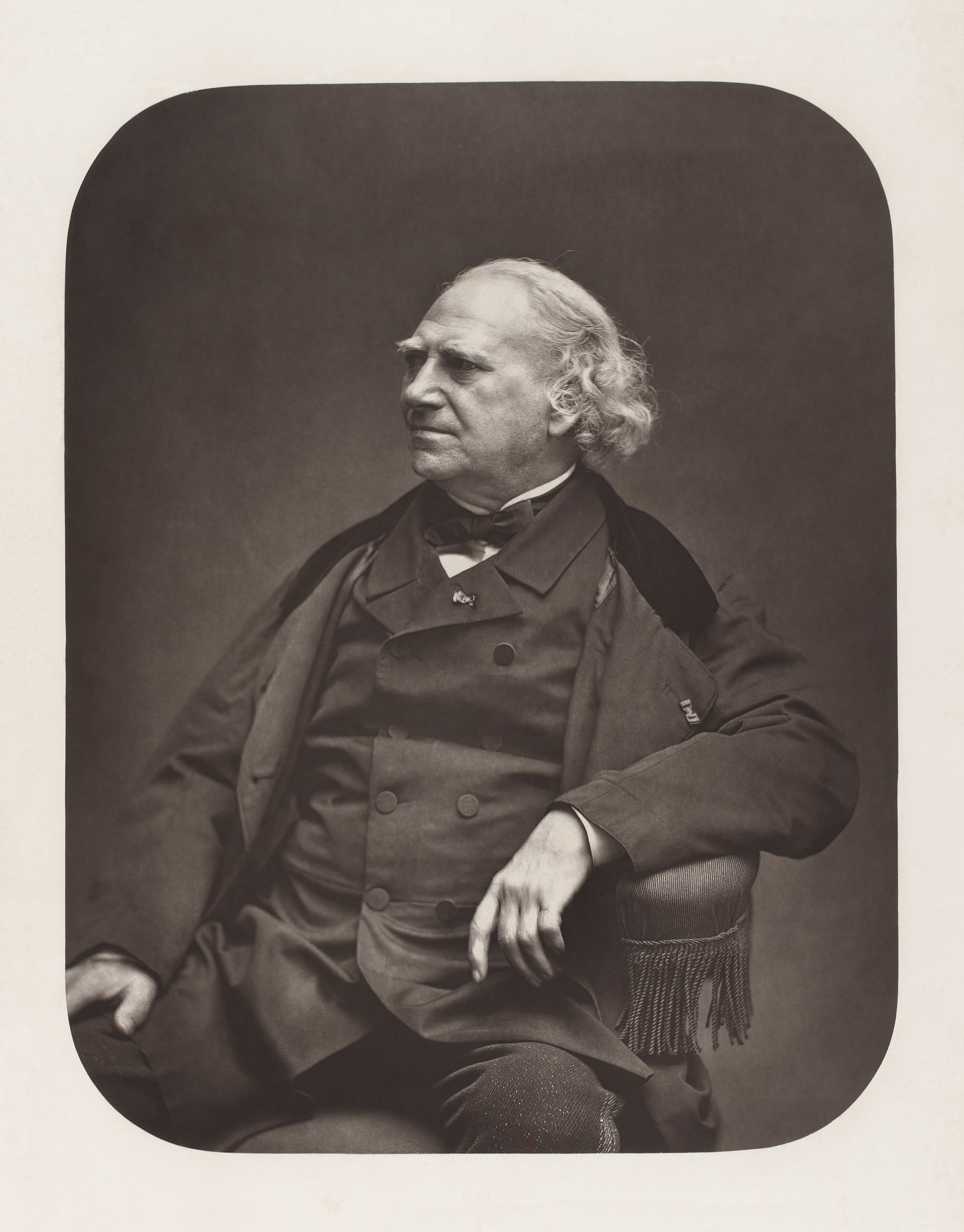
Louis Désiré Blanquart-Evrard

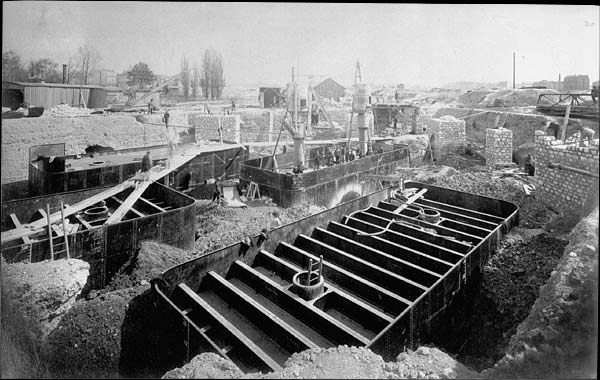
Eiffeltornets fundament 1887; avtryck på albuminpapper

Albuminfotografi är ett fotografiskt positiv på papper, främställd med ett emulsionsskikt av albumin (äggvita) och koksalt som fått torka. Det har sedan gjorts ljuskänsligt med en lösning av silvernitrat. Metoden uppfanns av fransmannen Louis-Désiré Blanquart-Evrard (1802–72) och var den dominerande metoden för framställning av positivbilder under slutet av 1800-talet.